# Salix bonplandiana
Salix bonplandiana es un árbol de la familia de las salicáceas, a la que pertenecen, entre otros, el sauce llorón. Es conocido por los nombres comunes de ahuejote, huejote y sauce, aunque no debe confundirse con otros árboles de la misma familia que reciben ese nombre. Durante la época prehispánica, los indígenas mesoamericanos lo emplearon para fijar las chinampas al lecho de los lagos, y funge como cortina rompevientos para proteger los cultivos de esas islas artificiales en aquellos sitios donde se sigue practicando la siembra en chinampas.

## Descripción
Especie arbórea dioica de rápido crecimiento, unos 20 a 30 años de longevidad; puede oscilar entre 1 a 13 m de altura. Ramas de color amarillo o rojo amarronadas glabras. Las ramillas jóvenes amarillentas con estrías rojas o marrón rojizo pueden ser puberulentas con nudos pilosos. Las hojas marcescentes (se mantienen en el árbol hasta que nacen las nuevas en primavera), son lanceoladas, con ápice más o menos agudo; márgenes serrulados a crenulados o enteros. Amentos axilares, sésiles que normalmente florecen durante toda la estación. El fruto es un cápsula de 3 a 6 mm.

## Distribución y hábitat
Árbol originario del centro de México (Valle de México). Se distribuye desde el sur de Estados Unidos (Arizona, Baja California) hasta Guatemala. 
Es común en bosque ribereño, riberas de ríos, y forma parte esencial de la flora de los sistemas lacustres. En altitudes de 700 a 2000 m s. n. m.

## Taxonomía
Salix bonplandiana fue descrita por Carl Sigismund Kunth y publicado en Nova Genera et Species Plantarum (quarto ed.) 2: 24–25, pl. 101–102. 1817.
Etimología
Salix: nombre genérico latino para el sauce, sus ramas y madera.
bonplandiana: epíteto otorgado en honor del botánico francés Aimé Bonpland.
Variedades
- Salix bonplandiana var. pallida (Kunth) Andersson